# Lyrische Stücke
De Lyrische Stukken, (no)  Lyriske Stykker, (de)  Lyrische Stücke, vormen een door Edvard Grieg gecomponeerde serie van 66 kleine, soms middelgrote stukken voor solopiano. De reden waarom (ook in Nederland) soms nog Duitstalige titels voor deze Noorse stukken worden gebruikt, ligt in het feit dat de bladmuziek in de 19e eeuw voor het eerst verscheen bij C.F. Peters Musikverlag in Leipzig.

## Achtergrond
De serie werd tussen 1867 en 1901 gecomponeerd en verscheen uiteindelijk in tien banden. Enkele van zijn meest bekende werken hieruit zijn "Arietta" ('Ariëtte'), "Bryllupsdag på Troldhaugen" ('Trouwdag in Troldhaugen'), "Til Foråret" (An den Frühling, 'Aan de Lente'), "Troldtog" ('Trollenmars') en "Sommerfugl" ('Vlinder').
De serie "Lyrische Stukken" - stuk voor stuk miniaturen - wordt als geheel tot Griegs bekendere werk gerekend en wordt daarnaast ook zeer gewaardeerd door uitvoerenden, docenten en leerlingen. De meeste stukken zijn kleinschalig van aard en hebben, ondanks hun muzikale vindingrijkheid, een vaak ongecompliceerd verloop. Het thema van het eerste stuk uit de serie, "Arietta", was een van Griegs favoriete melodieën. Hij was er zelf zo van onder de indruk, dat hij haar bij wijze van epiloog gebruikte in het laatste stuk van de serie, "Efterklang" ('herinneringen'), welke hij in de vorm van een wals componeerde.
Het eerste deel - (de)  Band, (en)  Book - van de serie, opus 12, is pianistisch en muzikaal gezien minder veeleisend dan de meeste stukken uit de andere delen. Dit deel werd voor het eerst in Duitsland gepubliceerd in 1874, en droeg toen de titel "Lyrische Stückchen" (lyrische stukjes) hetgeen in een latere (en ook meer adequate editie) vervangen werd door "Lyrische Stücke" ('Lyrische Stukken')..
De Noorse pianist Leif Ove Andsnes nam in 2002 bij speciale gelegenheid 24 lyrische stukken op cd op, die hij in Troldhaugen - het woonhuis van de componist te Bergen - op Griegs eigen Steinway-vleugel uit het jaar 1892 vertolkte. Ook door andere beroemde pianisten verschenen opnames, waaronder van Emil Gilels en Håkon Austbø.
Vermeldenswaardig is dat een aantal opnames en pianorollen van de componist zelf zijn overgeleverd, die in 2002 onder het Noorse label "Simax" uitkwamen.

## Indeling
De serie verscheen in tien banden met tien opusnummers. Hieronder een overzicht van de gehele serie.
Op. 12 (gecomponeerd 1864-1867, gepubliceerd 1867):
- No. 1, Arietta (Ariëtte, opgedragen aan mej. B. Egeberg)
- No. 2, Vals (Wals)
- No. 3, Vægtersang (Nachtwakerslied[5])
- No. 4, Alfedans (Elfendans)
- No. 5, Folkevise (Volksmelodie)
- No. 6, Norsk (Noors)
- No. 7, Stambogsblad (Albumblad)
- No. 8, Fædrelandssang (Volkslied)

Op. 38 (gecomp. 1883 (behalve no. 7 & 8), gepubl. 1884):
- No. 1, Vuggevise (Berceuse, slaapliedje)
- No. 2, Folkevise (Volkswijsje)
- No. 3, Melodie (Melodie)
- No. 4, Halling (Halling, een Noorse dans)
- No. 5, Springdans (Voorjaarsdans - ook wel: Noorse Dans)
- No. 6, Elegie (Elegie - lyrisch gedicht)
- No. 7, Vals (Wals; gecomp. in 1866, herzien in 1883)
- No. 8, Kanon (Canon; gecomp. ca. 1877/1888)

Op. 43 (gecomp. 1886; gepubl. 1887):
- No. 1, Sommerfugl (Vlinder; opgedragen aan de heer prof. I. Seiß[6])
- No. 2, Ensom Vandrer (Eenzame wandelaar/zwerver)
- No. 3, I Hjemmet (In het/mijn vaderland)
- No. 4, Liden Fugl (Vogeltje)
- No. 5, Erotik (Erotiek)
- No. 6, Til Foråret (Aan de lente[7])

Op. 47 (gecomp. 1886-1888; gepubl. 1887):
- No. 1, Valse-Impromptu (opgedragen aan mej. E. Hornemann)
- No. 2, Albumblad (Albumblad)
- No. 3, Melodie (Melodie)
- No. 4, Halling (Halling - een Noorse dans)
- No. 5, Melankoli (Melancholie)
- No. 6, Springdans (Lentedans)
- No. 7, Elegie (Elegie - lyrisch gedicht)

Op. 54 (gecomp. 1889-1891; gepubl. 1891):
- No. 1, Gjætergut (Herdersjongen; opgedragen aan de heer J. Röntgen)
- No. 2, Gangar (Noorse mars)
- No. 3, Troldtog (Trollenmars)
- No. 4, Notturno (Nocturne)
- No. 5, Scherzo (Scherzo)
- No. 6, Klokkeklang (Klokgelui)

Op. 57 (gecomp. 1890-1893; gepubl. 1893):
- No. 1, Svundne Dage (Verdwenen dagen; opgedragen aan de heer H. Scholtz)
- No. 2, Gade (opgedragen aan Niels Gade)
- No. 3, Illusion (Illusie)
- No. 4, Hemmelighed (Geheim)
- No. 5, Hun danser (Zij danst)
- No. 6, Hjemve (Heimwee)

Op. 62 (gecomp. 1893-1895; gepubl. 1895):
- No. 1, Sylphe (Sylfe, luchtgeest (myth.))
- No. 2, Tak (Dank)
- No. 3, Fransk Serenade (Franse serenade)
- No. 4, Bækken (Beekje)
- No. 5, Drømmesyn (Fantoom, spook)
- No. 6, Hjemad (Huiswaarts)

Op. 65 (gecomp. 1896; gepubl. 1897):
- No. 1, Fra Ungdomsdagene (Uit de jeugdjaren)
- No. 2, Bondens sang (Boerenlied)
- No. 3, Tungsind (Zwaarmoedigheid)
- No. 4, Salon (Salon)
- No. 5, I balladetone (Ballade)
- No. 6, Bryllupsdag på Troldhaugen (Trouwdag in Troldhaugen)

Op. 68 (gecomp. 1897-1899; gepubl. 1899):
- No. 1, Matrosernes Opsang (Zeemanslied)
- No. 2, Bedstemors Menuett (Grootmoeders menuet)
- No. 3, For dine Føtter (Voor jouw voeten)
- No. 4, Aften på Højfjeldet (Avond in de bergen)
- No. 5, Bådnlåt (Wiegelied)
- No. 6, Valse mélancolique (Melancholische wals)

Op. 71 (gecomp. en tevens gepubl. 1901):
- No. 1, Der var engang (Er was eens...; opgedragen aan mevr. M. Röntgen)
- No. 2, Sommeraften (Zomeravond)
- No. 3, Småtrold (aardmannetje, kabouter)
- No. 4, Skovstilhed (Stilte van het woud)
- No. 5, Halling (Halling - een Noorse dans)
- No. 6, Forbi (Voorbij)
- No. 7, Efterklang (Naklank)

## Opnames
- Emil Gilels, Edvard Grieg: Lyrische Stücke. Lyric Pieces., Deutsche Grammophon, 1997 (heruitgave).
- Håkon Austbø, Grieg Lyrische Stücke (complete), Brilliant classics, opname juni/juli 2001.
- Leif Ove Andsnes, Grieg Lyric Pieces, EMI Classics, 2002.

## Edities
- Grieg: Lyrische Stücke. Lyric Pieces - Morceaux lyriques (compleet). In: Klavierwerke Band I, Edition Peters, Leipzig / Frankfurt am Main, nr. 3100a.
- Grieg"Lyric Pieces. G. Henle Verlag, München, vol. 1, 2, 4 en 8[8].